# Таша Швікерт-Воррен
Таша Швікерт-Воррен  (англ. Tasha Schwikert-Warren; нар. 21 листопада 1984, Лас-Вегас, Невада, США) — американська гімнастка, олімпійська медалістка.

## Виступи на Олімпіадах
| Олімпіада   | Дисципліна        | Місце              |
| ----------- | ----------------- | ------------------ |
| Сідней 2000 | абсолютний залік  | 85 (кваліфікація)  |
| Сідней 2000 | командний залік   | 3                  |
| Сідней 2000 | різновисокі бруси | 24T (кваліфікація) |
| Сідней 2000 | колода            | 51T (кваліфікація) |